# Bibliographie sur le francoprovençal
Cette bibliographie thématique sur le francoprovençal recense les ouvrages d'études et d'analyse sur le francoprovençal ainsi que les glossaires, grammaires et dictionnaires existants.

## Ouvrages généraux
- Abalain, Hervé (2007), Le français et les langues historiques de la France, Éditions Jean-Paul Gisserot,  (ISBN 978-2-87747-881-6), 317 pages.
- Abry, Christian (1979), Le paysage dialectal, dans Abry, Christian et al. (éd.), Les sources régionales de la Savoie : une approche ethnologique. Alimentation, habitat, élevage, agriculture…, Paris, Fayard
- Aebischer, Paul (1950), Chrestomathie franco-provençale, Berne, Francke
- Agard, Frederick B. (1984), A Course in Romance Linguistics: A Diachronic View, (vol. 2), Washington D.C., Georgetown University Press,  (ISBN 0-87840-089-3)
- (it) Graziadio Isaia Ascoli, « Schizzi franco-provenzali », dans Archivio glottologico italiano, vol. 2, 1877, 479 p. (lire en ligne), p. 61-120, article écrit en 1873
- Bec, Pierre (1971), Manuel pratique de philologie romane, (Tome 2, p. 357 et seq.), Paris, Picard,  (ISBN 2-7084-0230-7) Une analyse philologique du francoprovençal.
- Bétemps, Alexis (1989), Le francoprovençal en Vallée d’Aoste. Problèmes et prospectives, dans : ouvrage collectif, Lingua e comunicazione simbolica nella cultura walser. VIº convegno studi walser, Fondazione arch. Enrico Monti, Anzola d'Ossola, p. . 355-372
- Chambon, Jean-Pierre & Greub, Yan (2000), Données nouvelles pour la linguistique gallo-romane : les légendes monétaires mérovingiennes, Bulletin de la Société de linguistique de Paris 95, p. 147-182
- Cuaz-Châtelair, René (1989), Le Franco-provençal, mythe ou réalité, Paris, la Pensée universelle, 70 pages,  (ISBN 2-214-07979-3)
- Escoffier, Simone (1958), La rencontre de la langue d’Oïl, de la langue d’Oc, et du francoprovençal entre Loire et Allier, Publications de l’Institut linguistique roman de Lyon, XI, 1958.
- EUROPA (Commission européenne) (2005), Le francoprovençal en Italie, Études Euromosaique. Dern. modif. : 4 février 2005.
- Gordon, Raymond G., Jr. (Ed.) (2005), Ethnologue : Language of the world, 15e édition, Dallas, Summer Institute of Linguistics,  (ISBN 1-55671-159-X), (en) Fiche langue [frp] dans la base de données linguistique Ethnologue.
- Héran, François ; Filhon, Alexandra ; & Deprez, Christine (2002), Transmission des langues en France au XXe siècle, Population & Sociétés, no 376, février 2002, Paris, INED-Institut national d’études démographiques,  (ISSN 0184-7783),
- Marzys, Zygmunt, éd.(1971), Colloque de dialectologie francoprovençale. Actes, Neuchâtel/Genève, Faculté des Lettres/Droz
- Jochnowitz, George (1973), Dialect Boundaries and the Question of Franco-Provençal, Paris & The Hague, Mouton & Co. N.V.

- Martin, Jean-Baptiste et Vurpas, Anne-Marie (2019), Le parler des gones : Des origines à aujourd'hui,  (ISBN 978-2-37553-049-8) Éditions du Poutan.
- Nelde, Peter H. (1996), Euromosaique : production et reproduction des groupes de langues minoritaires en Europe, Luxembourg, Commission Européenne,  (ISBN 92-827-5512-6), Voir : EUROPA, 2005.

- Price, Glanville (1998), Encyclopedia of the Languages of Europe, Oxford: Blackwell Publishers,  (ISBN 0-631-19286-7)
- Ruhlen, Merritt (1987), A Guide to the World’s Languages, Volume 1: Classification, Stanford: Stanford University Press, p. 325-326,  (ISBN 0-8047-1250-6), Université Stanford.
- Tuaillon, Gaston (1964), Limite nord du provençal à l’Est du Rhône, Revue de linguistique romane 28, p. 127-142
- Tuaillon, Gaston (1988), Le franco-provençal, Langue oubliée, Vingt-cinq communautés linguistiques de la France. (vol. 1), Paris, p. 188-207.

## Graphies
- Stich, Dominique (2001), Francoprovençal. Proposition d'une orthographe supra-dialectale standardisée, Paris, 2001
- Stich, Dominique (1998), Parlons francoprovençal : Une langue méconnue, Paris, Éditions l’Harmattan,  (ISBN 2-7384-7203-6), Orthographe de référence A, (ORA).
- Gossen, Charles Théodore (1970), La scripta ‘para-francoprovençale’, Revue de linguistique romane 34, p. 326-348

## Littératures
- Blumenfeld-Kosinski, Renate (1997), The Writings of Margaret of Oingt, Medieval Prioress and Mystic, coll. Library of Medieval Women, Cambridge, D.S. Brewer,  (ISBN 0-85991-442-9)
- Elsass, Annie (Éd.) (1985), Jean Chapelon 1647-1694, Œuvres complètes, Saint-Étienne, Université de Saint-Étienne.
- Escoffier, Simone & Vurpas, Anne-Marie (1981), Textes littéraires en dialecte lyonnais, Paris, CNRS Éditions,  (ISBN 2-222-02857-4)
- Tuaillon, Gaston (2001), La littérature en francoprovençal avant 1700, Grenoble, Ellug,  (ISBN 2-84310-029-1)
- Tuaillon, Gaston (1972), Le francoprovençal : progrès d’une définition, Travaux de linguistique et de littérature 10, p. 293-339
- Gex, Amélie (1986), Contes et chansons populaires de Savoie, (Terreaux, Louis, Intro.), Aubenas, Curandera,  (ISBN 2-86677-036-6)
- Gex, Amélie (1999), Vieilles gens et vieilles choses, histoires : ma rue et mon village, Marseille, Éditions Jeanne Laffitte (publication originale, Chambéry : 1924),  (ISBN 2-7348-0399-2)
- Floran Corradin, Lo Temps, Sciez, Arpitania, 2008,  (ISBN 978-2-9523473-1-0).

## Grammaires
- Gardette, l’Abbé Pierre, (1941), Études de géographie morphologique sur les patois du Forez, Imprimerie Protat frères, Mâcon.
- Henriet, Joseph (1997), La Lingua Arpitana, Quaderni Padani, vol. III, no 11, mai-juin 1997, p. 25-30. .pdf (en italien)
- Jacques-Melchior Villefranche, Essai de grammaire du patois lyonnais, Bourg, Imprimerie de J.-M. Villefranche, 1891, XXII-311 p., in-16° (BNF 31581390, lire en ligne)

## Dictionnaires et glossaires

### Dictionnaires
- Martin, Jean-Baptiste (2005), Le Francoprovençal de poche, Chennevières-sur-Marne, Assimil,  (ISBN 2-7005-0351-1)
- Duraffour, Antonin (1969), Glossaire des patois francoprovençaux, Paris, CNRS Éditions,  (ISBN 2-222-01226-0)
- Stich, Dominique (2003), Dictionnaire francoprovençal / français, français / francoprovençal : Dictionnaire des mots de base du francoprovençal : Orthographe ORB supradialectale standardisée, (Walter, Henriette, Preface), Thonon-les-Bains, Éditions Le Carré,  (ISBN 2-908150-15-8)

### Glossaires thématiques
- Bessat, Hubert & Germi, Claudette (1991), Les mots de la montagne autour du Mont-Blanc, Grenoble, Ellug,  (ISBN 2-902709-68-4)
- Dauzat, Albert (1917), Les Argots de métiers franco-provençaux, Paris, H. Champion, 268 p.
- Wartburg, Walter von (1928-2002), Französisches Etymologisches Wörterbuch, 25 vol., Bonn, [puis] Bâle, Klopp, Helbing&Lichtenhahn, Zbinden (=dictionnaire étymologique des langues gallo-romanes et de tous leurs dialectes)

### Glossaires géographiques
- Favre, Louis (Fwd.) (1894), Le patois neuchâtelois, (Buchenel, P., Pref.), Neuchâtel, Suisse, Imp. H. Wolfrath & Cie, Comité du patois de la Société cantonale d’histoire et d’archéologie. (Uni. de Neuchâtel, extrait de : Le renâ à Dâvid Ronnet).
- Gardette, l’Abbé Pierre, (1941), Géographie phonétique du Forez., Imprimerie Protat frères, Mâcon.
- Gardette, l’Abbé Pierre (1938), Lous pèmes daoü païsan, Imprimerie Protat frères, Mâcon.
- Glossaire des patois de la Suisse romande, fondé par Louis Gauchat, Jules Jeanjaquet et Ernest Tappolet. Neuchâtel, puis Genève, Droz. (Paraît depuis 1924. 6 volumes [A-E] parus ; 2 volumes [F-G] en voie de parution par fascicules.)
- Grillet, Jean-Louis (1807), Dictionnaire historique, littéraire et statistique des départements du Mont-Blanc et du Léman, Chambéry, Librairie J.F. Puthod.
- Gras, Louis Pierre (1863), Dictionnaire du patois forézien, Genève, Slatkine reprints.
- Humbert, Jean (1983), Nouveau Glossaire genevois, Genève, Slatkine (Publication originale, Genève : 1852),  (ISBN 2-8321-0172-0)
- Minichelli, Vincenzo (1994), Dizionario francoprovenzale di Celle di San Vito e Faeto, Seconde édition. (Telmon, Tullio, Intro.), Alessandria : Edizioni dell’Orso,  (ISBN 88-7694-166-5)
- Nagy, Naomi (2000), Faetar, Munich, Lincom Europa,  (ISBN 3-89586-548-6)
- Bjerrome, Gunnar (1959), Le patois de Bagnes (Valais), Stockholm, Almkvist and Wiksell.
- Doyen Bridel et Louis Favrat (recueilli et annoté par), Glossaire du patois de la Suisse romande : avec un appendice comprenant une série de traductions de la parabole de l'Enfant prodigue, quelques morceaux patois en vers et en prose et une collection de proverbes, Lausanne, G. Bridel, 1866, XVI-548 p., in-8° (lire en ligne)
- Brocherel, Jules (1952), Le Patois et la langue française en Vallée d’Aoste, Neuchâtel, V. Attinger.
- Cerlogne, Jean-Baptiste (1971), Dictionnaire du patois valdôtain, précédé de la petite grammaire, Genève, Slatkine. (Publication originale, Aoste, Imprimerie catholique, 1907)
- Chenal, Aimé (1986), Le Franco-provençal valdôtain. Morphologie et Syntaxe, Aoste, Musumeci éditeur,  (ISBN 88-7032-232-7)
- Chenal, Aimé & Vautherin, Raymond (1984), Nouveau Dictionnaire de patois valdôtain, français / patois, Aoste, Musumeci éditeur,  (ISBN 88-7032-534-2)
- Raymond Vautherin, Dichonnéro di petsou patoésan, Région autonome Vallée d'Aoste, Assessorat de l'éducation et de la culture, éd. Musumeci, Quart, 2007.
- Constantin, Aimé & Désormaux, Joseph (1982), Dictionnaire savoyard, Marseille, Éditions Jeanne Laffitte (Publication originale, Annecy : Société florimontane, 1902),  (ISBN 2-7348-0137-X)
- Dorna, Louis et Lyotard, Étienne (1988), Le Parler gaga : essai de lexique des mots et locutions du terroir stéphanois, Saint-Étienne, les Amis du vieux Saint-Étienne / Action graphique, 154 p.
- Jules Reymond et Maurice Bossard, Le Patois vaudois : Grammaire et Vocabulaire, Bière, Cabédita, coll. « Regard et Connaissance », 2010, 263 p. (ISBN 978-2-88295-600-2)
- Duch, Célestin & Bejean, Henri (1998), Le patois de Tignes, Grenoble, Ellug, (ISBN 2-84310-011-9)
- Duraffour, Antonin (1941), Lexique patois français du parler de Vaux-en-Bugey (Ain) (1919-1940), Grenoble
- Viret, Roger (2001), Patois du pays de l’Albanais : Dictionnaire savoyarde-français (2e éd.) Cran-Gévrier, L’Echevé du Val-de-Fier,  (ISBN 2-9512146-2-6)
- Pierrehumbert, William (1926), Dictionnaire historique du parler neuchâtelois et suisse romand, Neuchâtel, Éditions Victor Attinger.
- Martin, Jean-Baptiste & Tuaillon, Gaston (1999), Atlas linguistique et ethnographique du Jura et des Alpes du nord (francoprovençal central) : La maison, l’homme, la morphologie, (vol. 3), Paris, CNRS Éditions,  (ISBN 2-222-02192-8) (cf. Savoyard).
- Martin, Jean-Baptiste (dir.) (1996), Qu’elle était riche notre langue ! le patois bressan de Saint-Étienne-du-Bois / par les gens du pays et sous la dir. scientifique de Jean-Baptiste Martin, Saint-Étienne-du-Bois, Éd. Maison de pays en Bresse, 166 p.

## Toponymie
- Dauzat, Albert & Rostaing, Charles (1984), Dictionnaire étymologique des noms de lieux en France. (2e éd.), Paris, Librairie Guénégaud,  (ISBN 2-85023-076-6)
- Kristol, Andres, Sur les traces du francoprovençal prélittéraire : l’enseignement des toponymes d’origine francoprovençale dans la Romania submersa en Suisse occidentale, Aux racines du francoprovençal, Actes de la Conférence annuelle sur l’activité scientifique du Centre d’études francoprovençales « René Willien », Saint-Nicolas, 20-21 décembre 2003, Quart (Aoste), éd. Musumeci / Région autonome de la Vallée d’Aoste, Bureau régional pour l’ethnologie et la linguistique, p. 23-38